# Sedrun
Sedrun är huvudorten i kommunen  Tujetsch i regionen Surelva i kantonen Graubünden, Schweiz. Dess kyrka, St. Vigeli, omnämns för första gången 1205.